# Frauenliebe und Leben
Pour les articles homonymes, voir L'Amour et la vie d'une femme.
Frauenliebe und -leben (ou en français L'Amour et la vie d'une femme) est un cycle de lieder de Robert Schumann, composé d'après le recueil de poèmes d'Adelbert von Chamisso. Le cycle se compose de huit lieder (sans titres), qui mettent en musique huit épisodes de la vie d'une femme ; dans chacun des poèmes, c'est la femme qui parle. Ce cycle est un bon exemple de romantisme en musique, donnant une grande importance à l'expression personnelle et à l'évocation de la passion amoureuse. 

## Les huit lieder du cycle (1840)

### Seit ich ihn gesehen
Évocation de la rencontre avec l'homme aimé.
Depuis que je l'ai vu, j'ai l'impression d'être devenue aveugle. Où que je regarde, je ne vois que lui ! Comme dans un rêve éveillé, son image flotte devant moi, sombre d'abord puis de plus en plus brillante. 
Tout ce qui m'entoure est maintenant insipide et sombre. Les jeux de mes sœurs ne m'intéressent plus; je préférerais pleurer en silence dans ma petite chambre...
Depuis que je l'ai vu, j'ai l'impression d'être devenue aveugle.

### Er, der Herrlichste von allen
Expression de l'admiration amoureuse.
"Lui le plus noble de tous,
si tendre, si bon !
Lèvres pures, yeux limpides,
esprit clair et courage !
Comme dans les immensités bleues
brille radieusement chaque étoile,
il brille dans mon ciel,
clair et noble, sublime et lointain !
Va, va ton chemin !
Je ne peux que contempler ton éclat,
que le contempler en toute humilité,
qu'être heureuse et triste !
Dédaigne mes prières silencieuses
qui ne veulent que ton bonheur,
dédaigne-moi, moi qui ne suis rien,
ô étoile de splendeur !
Seule la plus méritante de toutes
Doit être l’objet de ton choix,
Et je bénirai l’élue
Mille et mille fois.
Alors, je me réjouirai et pleurerai,
Et je serai heureuse, heureuse ;
Et si mon cœur doit se briser,
Brise-toi, ô cœur, qu’importe !"

source : https://pad.philharmoniedeparis.fr/EXPLOITATION/ermes/player.aspx?id=0076626

### Ich kann's nicht fassen, nicht glauben
Évocation du moment de la reconnaissance amoureuse.
Traduction:
Je ne le réalise pas, je ne le crois pas ! C'est un rêve qui m'ensorcelle ! Comment a-t-il pu, entre toutes les autres, élever et rendre heureuse la pauvre fille que je suis ! 
Il a dit, il me semble : « Je suis tien pour toujours ». Il me semble... que je dois rêver encore ! Cela ne peut être vrai. Cela ne peut être vrai !
Ô laissez-moi mourir dans ce rêve, pressée contre son cœur. Que la mort bénie me boive en pleurs de bonheur infini.

### Du Ring an meinem Finger
Moment des fiançailles. 

### Helft mir, ihr Schwestern
Moment du mariage. 

### Süßer Freund, du blickest
Nuit de noces et attente de l'enfant.

### An meinem Herzen, an meiner Brust
Exaltation de la maternité. Lied extrêmement enthousiaste. 

### Nun hast du mir den ersten Schmerz getan
Évocation extrêmement sombre de la mort de l'époux. Lied très dépouillé, proche du récitatif, et très douloureux.